# Hello, world
Hello, world – trzeci singel Watanabe Mizuki. Opening gry PC Hello world. 

## Belle Perez
W 2000 roku tę piosenkę nagrała Belle Perez. Cover tej piosenki nagrano specjalnie na rzecz gry.